# 尤里娅·帕卡琳娜
尤里娅·帕卡琳娜（俄语：Юлия Владимировна Пахалина，1977年9月12日—）出生于俄罗斯有着跳水传统的城市奔萨，是俄罗斯跳水运动员，和维拉·伊莲娜合作夺得了2000年悉尼奥运会女子3米板双人冠军，现在同时在美国休斯敦大学的体育管理专业就读。

## 个人背景
在1998年帕卡琳娜夺得了个人首个世界冠军后，但此后一直没有很好的发挥，更为严重的是在一次旅行中帕卡琳娜的肾受到病毒感染，在住院治疗过程中，病情恶化，结果她瘦了十几磅。  此后，她的训练一直没有恢复正常，在1999年的世界杯上，只获得第九名。但是，在2004年游泳世界杯中战胜中国选手吴敏霞和郭晶晶，证明了虽然已经年过30但是仍然是世界跳水界的顶尖运动员。
帕卡琳娜的父亲沃拉迪米尔同时也是她的教练。

## 主要成绩

### 奥运会
- 冠军 双人3米跳板 2000悉尼, AUS 332.64
- 第四  3米跳板2000悉尼, AUS 570.42
- 亚军 双人3米跳板
- 季军

### 世界锦标赛
- 冠军 3米跳板 1998 珀斯, AUS 544.62
- 冠军 双人3米跳板 1998 珀斯, AUS 282.30
- 亚军 3米跳板 2003 巴塞罗那, ESP 611.58
- 亚军 双人3米跳板 2003 巴塞罗那, ESP 321.24
- 亚军 双人3米跳板 2001 福冈, JPN 320.61
- 季军 3米跳板 2001 福冈, JPN 543.54

### 世界分站赛
- 冠军 3米跳板 2004 马德里站 363.30
- 冠军 3米跳板